# Underdox Filmfestival

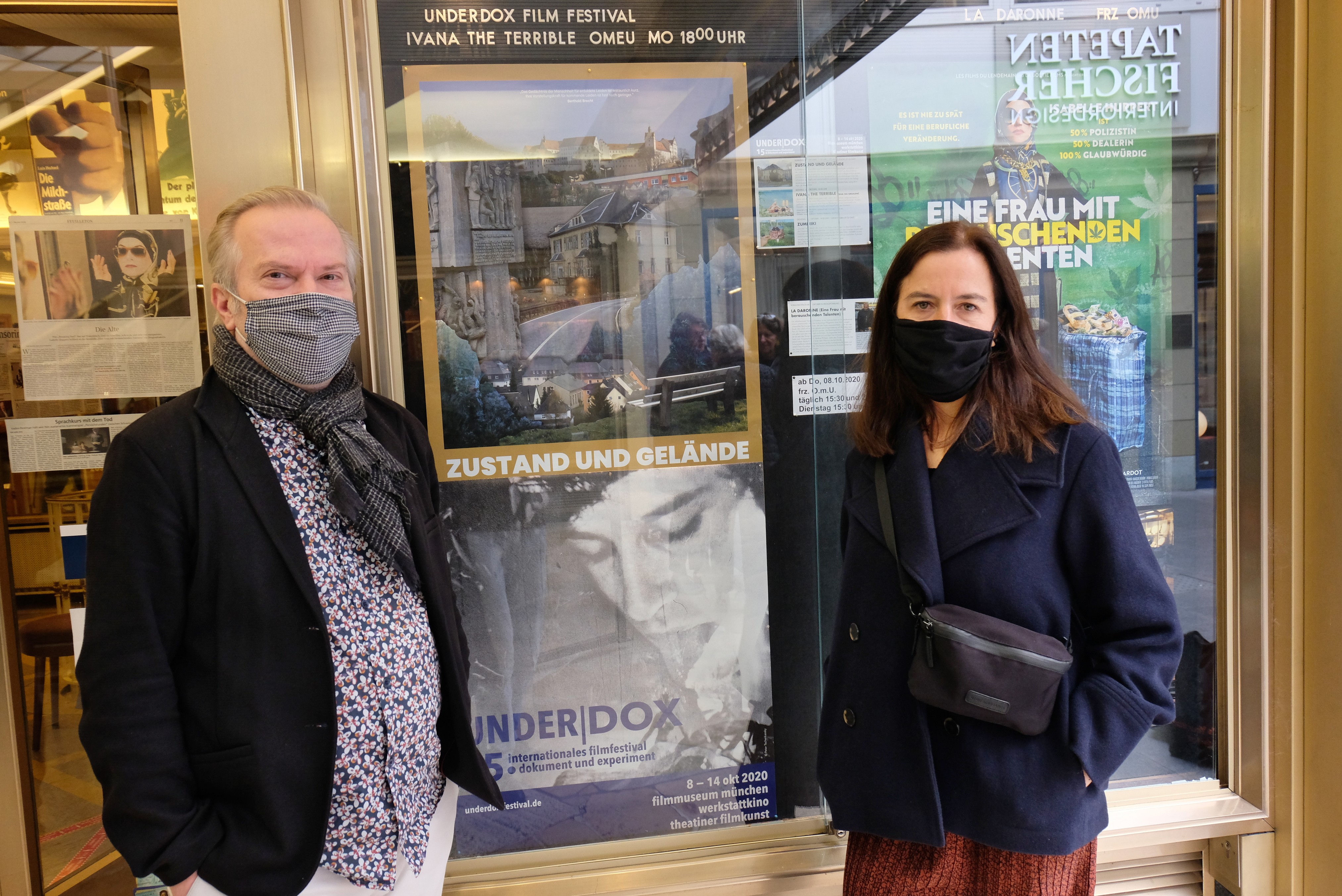
Bernd Brehmer und Dunja Bialas während des Festivals vor dem Theatiner-Kino (2020)

Underdox, ein internationales Filmfestival für „Dokument und Experiment“ und findet seit 2006 jährlich in München statt.

## Konzept
Gegründet wurde es von der Filmkritikerin Dunja Bialas und dem Kinobetreiber Bernd Brehmer (Werkstattkino), die ebenfalls als Festivaldirektoren fungieren. Das Festival wird vom Kulturreferat der Stadt München gefördert, ist Mitglied des Filmstadt München e.V. und der Arbeitsgemeinschaft der Filmfestivals in Deutschland.
Der Schwerpunkt des Festivals liegt bei den experimentellen Formen des Dokumentarfilms. Seit 2006 wurde in jedem Jahr ein Film des philippinischen Filmemachers Lav Diaz gezeigt. Seit 2014 gibt es den biennalen Wettbewerb Videodox für deutsche Videokunst mit einem Preisgeld von 1000 Euro.
Die Spielorte des Festivals sind das Filmmuseum München, das Werkstattkino und die Theatiner Filmkunst. 2020 wurde im Pariser Goethe-Institut eine Auswahl von Filmen präsentiert, die zuvor bei Underdox gelaufen waren.

## Eröffnungsfilme und Schwerpunkte
- 2011: Eröffnungsfilm: Sonnensystem von Thomas Heise.[4] Schwerpunkt: Ben Rivers, Firewalkers of Greece
- 2012: Eröffnungsfilm: Two Years at Sea von Ben Rivers.[5] Schwerpunkt: Manon de Boer
- 2013: Eröffnungsfilm: The Act Of Killing von Joshua Oppenheimer.[6] Schwerpunkt: Peter Kubelka
- 2014: Eröffnungsfilm: Ich will mich nicht künstlich aufregen von Max Linz.[7] Schwerpunkt: Michael Snow
- 2015: Eröffnungsfilm: Der Geldkomplex von Juan Rodriganez,[8] Schwerpunkte: John Smith und Nicolas Boone
- 2016: Eröffnungsfilm: Sixty Six von Lewis Klahr.[9] Schwerpunkte: Corinna Schnitt und Seamus Harahan
- 2017: Eröffnungsfilm: Grandeur et Décadence d'un petit Commerce de Cinéma von Jean-Luc Godard (Deutschlandpremiere).[10] Schwerpunkte: Miranda Pennell und Heinz Emigholz
- 2018: Eröffnungsfilm: Le Livre d'Image von Jean-Luc Godard (Münchner Premiere).[11] Schwerpunkte: Ute Aurand, Robert Beavers, Guillaume Cailleau
- 2019: Eröffnungsfilm: Vitalina Varela von Pedro Costa, Schwerpunkte: Thomas Heise, Finnland[12]
- 2020: Eröffnungsfilm: N.P von Lisa Spilliaert (Deutschlandpremiere), Schwerpunkte: Libanon, analoges Filmmaterial, Eve Heller, Peter Tscherkassky
- 2021: Eröffnungsfilm: Landscapes of Resistance von Marta Popivoda, Schwerpunkte: Afghanistan, Fragilität, Siegfried A. Fruhauf
- 2022: Eröffnungsfilm: El sembrador de estrellas von Luis Patiño, Schwerpunkt: Ukraine
- 2023: Eröffnungsfilm: De Facto von  Selma Doborac, Schwerpunkt: Ukraine
- 2024: Eröffnungsfilm: Fogo do vento von Marta Mateus und Nocturno para uma floresta von Catarina Vasconcelos; Schwerpunkt: Awareness

(Quelle:)